# Saronno Foot-Ball Club 1928-1929
Questa voce raccoglie le informazioni riguardanti il Saronno Foot-Ball Club nelle competizioni ufficiali della stagione 1928-1929.

## Rosa
| N. |                   | Ruolo | Calciatore           |
| -- | ----------------- | ----- | -------------------- |
|    | Italia (bandiera) | C     | Giuseppe Arnoldi     |
|    | Italia (bandiera) | C     | Ugo Balzaretti       |
|    | Italia (bandiera) | A     | Ferruccio Balestreri |
|    | Italia (bandiera) | A     | Bianchi              |
|    | Italia (bandiera) | D     | Arturo Boniforti     |
|    | Italia (bandiera) | A     | Umberto Borroni      |
|    | Italia (bandiera) | P     | Luigi Broggi         |
|    | Italia (bandiera) | C     | Giuseppe Cantù       |
|    | Italia (bandiera) | A     | Egisto Chelini       |
|    | Italia (bandiera) | D     | Carlo Codari         |
|    | Italia (bandiera) |       | Discacciati          |
|    | Italia (bandiera) | C     | Mario Giannoni (III) |
|    | Italia (bandiera) | C     | Silvio Giannoni (I)  |
|    | Italia (bandiera) | D     | Guglielmo Landoni    |

| N. |                   | Ruolo | Calciatore          |
| -- | ----------------- | ----- | ------------------- |
|    | Italia (bandiera) | A     | Enrico Legnani      |
|    | Italia (bandiera) | A     | Vincenzo Marzorati  |
|    | Italia (bandiera) | A     | Giacomo Olivieri    |
|    | Italia (bandiera) | P     | Paolucci            |
|    | Italia (bandiera) | C     | Rinaldo Piazzalunga |
|    | Italia (bandiera) | C     | Marigo Pigorini     |
|    | Italia (bandiera) | D     | Enrico Renoldi      |
|    | Italia (bandiera) | A     | Renzo Turconi       |
|    | Italia (bandiera) | D     | Alfonso Vecchietti  |
|    | Italia (bandiera) | A     | Giuseppe Vignati    |
|    | Italia (bandiera) | A     | Francesco Volontè   |
|    | Italia (bandiera) | D     | Zaccari             |
|    | Italia (bandiera) | A     | Zanzottera          |

## Arrivi e partenze
| Acquisti | Acquisti            | Acquisti     | Acquisti   |
| -------- | ------------------- | ------------ | ---------- |
| P        | Luigi Broggi        | Bollatese    | definitivo |
| D        | Enrico Renoldi      | Snia Viscosa | definitivo |
| A        | Francesco Volontè   | Snia Viscosa | definitivo |
| D        | Rinaldo Piazzalunga | Pro Patria   | definitivo |

| Cessioni | Cessioni        | Cessioni    | Cessioni   |
| -------- | --------------- | ----------- | ---------- |
| C        | Edoardo Lietti  | Gallaratese | definitivo |
| P        | Carlo Montrasio | Pro Patria  | definitivo |
| D        | Livio Semelli   | Ambrosiana  | definitivo |

### Libri
- Luigi Angelo De Micheli, Saronno F.B.C. - Un giovanotto di 90 anni - Storia del Saronno F.B.C. in occasione del 90º di fondazione, Saronno (VA), 2000.
- Delbue, Fontanelli, Peduzzi, E non andremo mai in Serie A... 100 anni di MONZA almanacco biancorosso 1912-2012, Empoli (FI), Geo Edizioni S.r.l., 2012,  pp. 62-63.
- Giovanni Bottazzini, Carlo Fontanelli, Piacenza90: partite, protagonisti e immagini, Geo Edizioni Srl, 2009,  pp. 82-83.

Giornali

### Giornali
- La Prealpina, giornale microfilmato conservato dalla Biblioteca Comunale Centrale (Milano) per gli anni 1928 e 1929, oppure Biblioteca Civica di Varese, Via Luigi Sacco 9.
- Il Littoriale, quotidiano sportivo consultabile presso l'Emeroteca del CONI e la Biblioteca Nazionale Centrale di Firenze.
- Quotidiano sportivo Gazzetta dello Sport, anni 1928 e 1929, consultabile presso le Biblioteche:
  - Biblioteca Civica di Torino;
  - Biblioteca Nazionale Braidense di Milano presso la Mediateca Santa Lucia a Milano, Via Moscova 28.
  - Biblioteca Civica Berio di Genova,
  - Biblioteca Nazionale Centrale di Firenze,
  - Biblioteca Nazionale Centrale di Roma.